# Clam Dip & Other Delights
Clam Dip & Other Delights è un EP dei Soul Asylum uscito il 14 aprile 1989. Sia il titolo che la copertina sono una parodia dell'album di Herb Alpert and The Tijuan Brass, Whipped Cream and Other Delights. L'EP fu l'ultimo dei Soul Asylum ad uscire presso la Twin/Tone Records.

## Tracce
1. Just Plain Evil – 3:01
2. Chains – 3:18
3. Secret No More – 2:43
4. Artificial Heart – 3:37
5. P-9 – 2:32
6. Take It To the Root  – 3:38